# Pol Aschman
Paul (Pol) Aschman (8. února 1921, Lucemburk – 10. srpna 1990) byl lucemburský fotoreportér a kronikář. Je známý především svými fotografiemi, kterými dokumentoval život v Lucemburku i jinde v zemi.

## Životopis
Po základní škole v Aldringerstross v Lucemburku absolvoval středoškolské studium na Athenaeu, které bylo přerušeno druhou světovou válkou. V roce 1940 byl zatčen za odbojovou činnost a poté byl německou armádou v Sovětském svazu poslán na frontu jako branec. V boji byl vážně zraněn. Po pobytu ve vojenské nemocnici v Polsku se v roce 1945 vrátil do Lucemburska. Pokusil se pokračovat ve studiu, ale neúspěšně. Poté se zapsal do fotografické školy ve švýcarském Vevey. Dne 1. srpna 1949 nastoupil jako fotoreportér do Revue, kterou jako šéfredaktor opustil v roce 1967. Od roku 1967 pracoval pro Luxembourger Wort až do svého odchodu do důchodu v roce 1984.
Byl synem chemika a fotografa Camilla Aschmana juniora. Jeho deděček byl lucemburský lékárník, chemik a fotograf Camille Aschman.
V roce 1997 město Lucemburk zakoupilo archiv fotografií Pola Aschmanna, aby jej uchovalo v městské Fototéce.

## Posmrtné výstavy
- 2000 – Cercle-Cité, Lucemburk, u příležitosti 10. výročí úmrtí Paula Aschmanna.
- 2009 – Radnice Knuedler: Il n'y a pas si longtemps. Fotografie Pola Aschmanna z let 1950-1980. Od 13. srpna do 14. září.
- 2021 – Ratskeller, Cercle-Cité: Des gens et des rues - 100 ans Pol Aschman.